# ماساهيرو ناسوكاوا
ماساهيرو ناسوكاوا (باليابانية: 那須川 将大) (مواليد 29 ديسمبر 1986)، هو لاعب كرة قدم ياباني سابق كان يلعب كمدافع.

## وصلات خارجية
- ماساهيرو ناسوكاوا على موقع رابطة كرة القدم اليابانية للمحترفين (اليابانية)
- ماساهيرو ناسوكاوا على موقع قاعدة بيانات كرة القدم.إي يو (الإنجليزية)
- ماساهيرو ناسوكاوا على موقع Soccerway.com (الإنجليزية)
- ماساهيرو ناسوكاوا على موقع عالم كرة القدم.نت (الإنجليزية)